# Greta Kraus-Aranicki
Greta Kraus-Aranicki (Osijek, 1897. – Zagreb, 10. listopada 1956.) je hrvatska kazališna i filmska glumica.

## Filmografija
- Ne okreći se, sine (1956.)...Ivičina majka Matilda
- Milioni na otoku (1955.)...Ivičina teta
- Kameni horizonti (1953.)...Kontesa